# Lester Cole
Lester Cole (19 de junio de 1904 - 15 de agosto de 1985) fue un guionista estadounidense. Cole fue uno del grupo de guionistas y directores que fueron citados por desacato al Congreso llamado los Diez de Hollywood e incluidos en la lista negra por negarse a testificar sobre su supuesta relación con el Partido Comunista de los EE. UU..

## Biografía
Nacido en el seno de una familia inmigrante judía polaca   en ciudad de Nueva York. Su padre fue un agitador sindical marxista en la industria de la confección y Cole desarrolló su ideología socialista a una edad temprana.  
Lester Cole comenzó su carrera como actor pero no tardó en dedicarse a escribir guiones. Su primer trabajo fue Si tuviera un millón . En 1933, se unió a John Howard Lawson y Samuel Ornitz para establecer el Writers Guild of America, y en 1934 se unió al Partido Comunista Americano .  Cole incorporó comentarios políticos de izquierda en muchos de sus guiones.  
Entre 1932 y 1947 Cole escribió más de cuarenta guiones que se convirtieron en películas. 

### Lista negra
En 1947 se convirtió en uno de los Diez de Hollywood que se negaron a responder preguntas ante el Comité de Actividades Antiamericanas (HUAC) de la Cámara de Representantes sobre su pertenencia al Partido Comunista. En concreto, se le preguntó si era miembro del gremio de guionistas o del Partido Comunista.  Cole fue declarado culpable de desacato al Congreso, multado con 1.000 dólares y sentenciado a doce meses de reclusión en la Institución Correccional Federal de Danbury, Connecticut, junto con Ring Lardner Jr.,  de los cuales cumplió diez meses.
Como resultado de su negativa a testificar, Cole fue incluido en la lista negra de los ejecutivos del estudio, por lo que sólo tres de sus guiones fueron llevados al cine, presentados bajo los nombres de Gerald LC Copley, Lewis Copley y J. Redmond Prior.
Su guion más conocido fue el de la exitosa Born Free (1966), acreditado a Gerald LC Copley.

### Vida personal
Cole estuvo casado tres veces. Sus dos primeros matrimonios terminaron en divorcio y se separó de su tercera esposa.
Cole se casó con su primera esposa, Jeanne "Jonnie" March, en 1935.  Juntos se unieron al Partido Comunista.  La pareja tuvo dos hijos y se divorció en 1953.  A mediados de la década de 1950 se casó por breve tiempo con Isabel (Dowden) Johnson,   quien más tarde se casó con Alger Hiss .  Cole y Katharine Hogle se casaron en 1956 y se separaron en 1977.  

### Vida posterior
En 1981 Cole publicó su autobiografía, titulada Hollywood Red: The Autobiography of Lester Cole. En ella relata un incidente, en 1978, cuando llamó a un programa de radio en el que estaba invitado el excomunista Budd Schulberg . Según Cole, reprendió a Schulberg (que había testificado ante la HUAC como testigo amistoso) en el aire como un " canario " y un " soplón " antes de que lo cortaran:

¿No es usted el canario que cantó ante el Comité antiamericano? ¿No eres tú ese canario? ¿O eres otro pájaro, una paloma, del tipo de las heces? ¡Canta, canario, canta! 

Lester Cole murió de  infarto de miocardio en San Francisco, California, en 1985. Fue profesor de escritura de guiones en la Universidad del Sur de California en Berkeley hasta un año antes de su fallecimiento.  Ronald Radosh, profesor emérito de Historia en la City University de Nueva York, escribió que Cole "siguió siendo un comunista incondicional" hasta su muerte. 

## Filmografía seleccionada
- Painted Faces (1929)
- Walls of Gold (1933)
- Nada más que una mujer  (1934)
- The Crime of Doctor Hallet (1938)
- Secrets of a Nurse (1938)
- Pirates of the Skies (1939)
- The House of the Seven Gables (1940)
- Pacific Blackout (1941)
- Among the Living (1941)
- None Shall Escape (1944)
- Sangre en el sol (1945)
- ¡Objetivo, Birmania! (1945)
- Men in Her Diary (1945)
- The Romance of Rosy Ridge (1947)
- High Wall (1947)